# Repechaje
Repechaje es una práctica de las competiciones en serie que permite pasar a la siguiente ronda a los participantes que no han cumplido los criterios de clasificación por un pequeño margen. Un ejemplo bien conocido es el sistema de tarjeta de invitación.

## Tipos
Se pueden dar diferentes tipos de repechaje. Como base para los ejemplos siguientes, supongamos que 64 competidores se dividen en cuatro grupos de 16 competidores, denominados A, B, C y D. Las tres primeras rondas del cuadro principal del campeonato reducen el número de competidores a ocho para los cuartos de final.

### Repechaje completo
En el repechaje completo, un competidor que pierde contra el ganador de la liguilla cae en el cuadro de repechaje. La teoría es que un competidor digno que quede emparejado con otro competidor digno no se vea penalizado indebidamente por la suerte del sorteo, sino que tenga la oportunidad de luchar al menos por el tercer puesto. En nuestro ejemplo, cuatro competidores de cada grupo (el perdedor contra el ganador del grupo en la primera, segunda, tercera y cuartos de final) entran en el grupo de repechaje. Si el grupo es más grande, los perdedores de la primera ronda tendrán que esperar más tiempo para saber si compiten en el repechaje.

### Repechaje de cuartos de final
El repechaje de cuartos de final sólo incluye a los perdedores de la ronda de cuartos de final. Las rondas previas son de eliminación simple. Los perdedores de cuartos de final de dos grupos (por ejemplo, A y B) entran en un grupo de la primera ronda de repechaje. Los perdedores de cuartos de final de las otras dos liguillas entran en el otro grupo. Los perdedores del repechaje se clasifican en séptimo lugar. Los ganadores de estos partidos se enfrentan a los perdedores de semifinales del grupo opuesto. Los perdedores se clasifican en quinto lugar y los ganadores reciben una medalla de bronce cada uno.

### Repechaje a doble eliminación
En el repechaje a doble eliminación, cualquier perdedor del cuadro de campeonato pasa al cuadro de repechaje. Normalmente, los perdedores de la primera ronda del cuadro de campeonato compiten entre sí en la primera ronda de repechaje por el derecho a competir en la segunda ronda de repechaje (contra los perdedores de la segunda ronda del cuadro de campeonato). En un repechaje completa de doble eliminación, el ganador final del cuadro de repechaje compite contra el ganador del cuadro de campeonato para determinar el ganador de la competición general, pero el ganador del cuadro de repechaje debe ganar dos partidos para ganar la competición, mientras que el ganador del cuadro de campeonato sólo necesita ganar un partido. En un cuadro de repechaje parcial de doble eliminación, el ganador del cuadro (o los ganadores en caso de doble tercer puesto) ocupará el tercer puesto.

### Cuadro de repechaje con dos terceros clasificados
El repechaje con dos terceros clasificados puede ser completa, de cuartos de final o de doble eliminación. Los perdedores de dos grupos del cuadro de campeonato (por ejemplo, A y B) se colocan en un cuadro de repechaje y los perdedores de los otros dos grupos se colocan en el otro cuadro de repechaje. El ganador de cada grupo de repechaje compite contra el perdedor en la semifinal del campeonato, que procede de uno de los dos grupos de ese grupo de repechaje. Alternativamente, en una disposición «cruzada», el perdedor de la semifinal procede de los grupos del otro grupo. Cada ganador de esta ronda de repechaje ocupa el tercer puesto. Los perdedores de las dos rondas de repechaje anteriores suelen ocupar los puestos quinto y séptimo.

### Cuadro de consolación
Un cuadro de consolación es cuando los perdedores caen del cuadro principal del campeonato y compiten por el tercer puesto o por un premio de consolación menor. Por lo tanto, excepto en el caso de una repechaje completa a doble eliminación, un cuadro de repechaje podría denominarse cuadro de consolación.